# Grace Mugabe

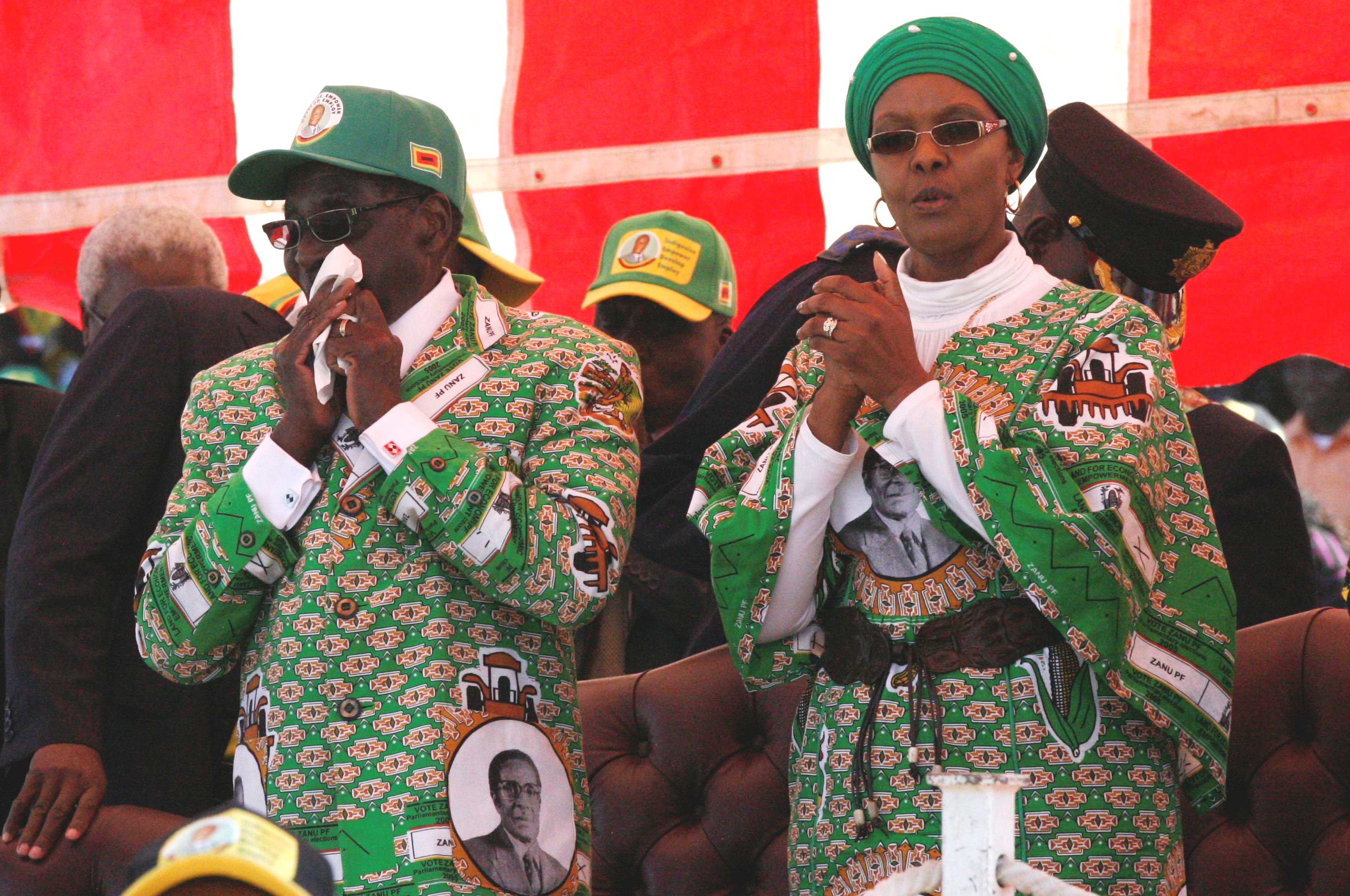
Grace Mugabe aan de zijde van haar man

Grace Mugabe-Marufu (Benoni (Zuid-Afrika), 23 juli 1965) is de tweede vrouw van de voormalig president van Zimbabwe, Robert Mugabe, en first lady van 1996 tot 2017.
Grace Mugabe was voordien getrouwd met Stanley Goreraza, een piloot van de luchtmacht en militair attaché in China. Toen ze nog de secretaresse van de president was werd ze zijn maîtresse en kreeg ze twee kinderen van hem met de namen Bona, naar Mugabe's moeder, en Robert Peter jr. Het stel trouwde in een extravagante katholieke mis, door de Zimbabwaanse pers als "Wedding of the Century" geafficheerd, na de dood van Mugabe's eerste vrouw, Sally Hayfron. In 1997 werd hun derde kind Chatunga geboren. Mugabe-Marufu heeft in Zimbabwe de bijnamen "Gucci Grace", "Dis Grace" en ook "The Country's First Shopper". Dit verwijst naar haar extravagante levensstijl die zij combineerde met haar verantwoordelijkheden als vrouw van de president van een van de armste landen ter wereld. Ze werd gezien als een belangrijke kracht om haar 41 jaar oudere echtgenoot in het zadel te houden.

## Winkelen
Grace Mugabe staat bekend om haar luxe levensstijl. Tijdens winkelexpedities geeft ze regelmatig enorme bedragen uit en ze heeft in de laatste paar jaren ettelijke miljoenen onttrokken aan de reserves van de Centrale Bank van Zimbabwe. In 2002 hebben de ministers van Buitenlandse Zaken van de EU sancties afgekondigd tegen de politieke leiders van Zimbabwe, onder wie Grace Mugabe. Soortgelijke maatregelen werden door de Verenigde Staten genomen.

## Aanval op fotograaf
Volgens dagblad The Times van 18 januari 2009 heeft Mugabe tijdens een winkeltocht in Hongkong haar lijfwacht opdracht gegeven een fotograaf van The Times in elkaar te slaan. Terwijl de man de fotograaf vasthield, sloeg ook de first lady toe. Met haar handen met diamanten ringen sloeg ze verschillende keren op het gezicht van de fotograaf in.